# Michael Vít
Michael Vít (* 31. října 1951) je český hygienik, od března 2000 do října 2012 náměstek ministra zdravotnictví a hlavní hygienik České republiky.

## Kariéra
V letech 1970–1976 vystudoval Lékařskou fakultu hygienickou Univerzity Karlovy v Praze. Poté nastoupil do Okresní hygienické stanice ve Frýdku-Místku na oddělení pracovního lékařství. V roce 1990 přestoupil na Krajskou hygienickou stanici do Ostravy, kde vedl úsek toxikologie (1990–1998) a následně úsek hygieny práce a nemocí z povolání (1998–2000). Od roku 2000 byl hlavním hygienikem České republiky a náměstkem ministra zdravotnictví. V roce 2001 podepsal s tehdejším ministrem zdravotnictví Fišerem tzv. Deklaraci závazků OSN, ve které se zavázali, že ČR bude každoročně navyšovat financování prevence HIV/AIDS ze státního rozpočtu. Poté jako koordinátor programu učinil pravý opak a dotaci snížil na 3 mil. Kč/rok. Sám se nechal slyšet, že „přežil 12 ministrů zdravotnictví“.
Před revolucí byl členem Komunistické strany Československa.

## Kritika a trestní stíhání

### Kritika
V zimě 2010 byl kritizován, že se nenechal očkovat proti prasečí chřipce, přestože kontroverzní očkování proti ní sám propagoval. Touto nemocí sám posléze onemocněl a měla u něho poměrně lehký průběh bez následků.

### Trestní stíhání
K září 2011 jej prošetřovala policie s podezřením na možné zneužití pravomocí veřejného činitele při přidělování zakázek v hodnotě několika milionů bez výběrového řízení, které vyplatil manželovi své podřízené. Dne 14. března 2012 prohlásil ministr zdravotnictví Leoš Heger, že „v případě Dr. Víta neplatí presumpce neviny“. Michaela Víta policie před tím obvinila ze zneužití pravomocí úřední osoby a porušení povinnosti při správě cizího majetku za to, že bez výběrového řízení zadal manželovi své podřízené z ministerstva zdravotnictví zakázku na poradenské služby.
Po obvinění odešel na neplacenou dovolenou. Dne 10. října 2012 byl novým hlavním hygienikem jmenován Vladimír Valenta, dosavadní ředitel a hygienik Krajské hygienické stanice v Liberci.
Za přidělování výše uvedených zakázek byl v červenci 2014 nepravomocně odsouzen za zneužití pravomocí úřední osoby a porušování povinnosti při správě cizího majetku k tříletému trestu odnětí svobody s podmíněným odkladem na pět let a uhrazení škody 1,7 milionu korun. V odvolacím řízení pražský městský soud pravomocně rozhodl o potvrzení trestu, přičemž Vítovi zkušební dobu zkrátil z pěti na čtyři roky.

## Soukromý život
Je vdovec, má dvě dcery.